# Exteritorialita
Exteritorialita je pojmem z mezinárodního práva. Pojem pochází z latinského ex („mimo“, „vně“) a territorium (mj. „území“) a používá se pro osoby, věci či území, nacházející se mimo výsost státu, ve kterém se tyto nacházejí.
S exteritorialitou těsně souvisí pojem imunity. Pojem exteritoriálního území je naproti tomu často nesprávně zaměňován s pojmy enkláva resp. exkláva (kde se jedná o cizí výsostné území).

## Exteritorialita osob a věcí
Nacházet se mimo výsost státu v tomto případě znamená, že dotyčné právní subjekty nepodléhají místnímu soudnímu stíhání a výkonu moci (což ještě neznamená, že nepodléhají místnímu právnímu řádu vůbec). Konkrétně to znamená, že příslušník státu A, který ve státě B spáchal trestný čin a zároveň v témže státě požívá privilegium exteritoriality, zde nemůže být zatčen, postaven před soud a odsouzen.
Výsada exteritoriality je jako výjimka udělována zejména velvyslancům, vyslancům a vyššímu diplomatickému personálu (a zpravidla i jejich rodinným příslušníkům), hlavám států (včetně doprovodu) a vojenským jednotkám (včetně lodí, letadel atp.), nacházejícím se na cizím území na pozvání nebo v důsledku mezistátních smluv. Dále sem patří soudci Mezinárodního soudu, v smluvně dohodnutých případech i účastníci mezinárodních konferencí a organizací (včetně jejich budov a úředníků).

## Exteritoriální území
Exteritoriální území je zvláštním případem exteritoriality. Týká se analogicky především pozemků zastupitelských úřadů včetně zde se nacházejících nemovitostí, věcí a osob. Exteritoriální území samotné však zůstává integrální částí státního území hostující země. Další exteritoriální území mohou být dohodnuta smluvně. 

### Příklady
- obecně ambasády

- letní rezidence papeže v Castel Gandolfu ()
- papežské baziliky a další budovy Svatého stolce v Římě ()
- pozemky a budovy OSN v New Yorku (), Ženevě (), Vídni () a dalších místech
- francouzská panství na Svaté Heleně () – místa spjatá s pobytem a skonem Napoleona Bonaparta
- část výzkumného střediska CERN v Meyrinu, přesahující do  Francie
- sídlo a jedna další budova Maltézského řádu v Římě ()
- hrobka Sulejmana Šáha na území  Sýrie

historické
- Exteritoriální dálnice Vídeň–Vratislav (A88) – dálnice stavěná na konci 30. let nacistickým Německem na území Protektorátu Čechy a Morava

Exteritoriálním územím naproti tomu není např. české přístaviště Moldauhafen v Hamburku, které je pouze dlouhodobě pronajaté (do roku 2028). Podobně se nejedná o exteritorialitu, nýbrž o pronájem v případě hrobu J. A. Komenského v nizozemském Naardenu.